# Pedaliodes juba
Pedaliodes juba är en fjärilsart som beskrevs av Otto Staudinger 1888. Pedaliodes juba ingår i släktet Pedaliodes och familjen praktfjärilar. Inga underarter finns listade i Catalogue of Life.